# Lijst van voetbalinterlands Colombia - Joegoslavië
Deze lijst van voetbalinterlands is een overzicht van alle officiële voetbalwedstrijden tussen de nationale teams van Colombia en Joegoslavië. De landen speelden in totaal vier keer tegen elkaar. De eerste ontmoeting, een groepswedstrijd tijdens het Wereldkampioenschap voetbal 1962, werd gespeeld in Arica (Chili) op 7 juni 1962. Het laatste duel, een vriendschappelijke wedstrijd, vond plaats op 25 maart 1998 in Bogota.

## Wedstrijden
| № | Plaats  | Datum           | Competitie        | Wedstrijd              | Uitslag |
| - | ------- | --------------- | ----------------- | ---------------------- | ------- |
| 1 | Arica   | 7 juni 1962     | WK 1962           | Joegoslavië – Colombia | 5 – 0   |
| 2 | Bogota  | 30 januari 1977 | Vriendschappelijk | Colombia – Joegoslavië | 0 – 1   |
| 3 | Bologna | 14 juni 1990    | WK 1990           | Joegoslavië – Colombia | 1 – 0   |
| 4 | Bogota  | 25 maart 1998   | Vriendschappelijk | Colombia – Joegoslavië | 0 – 0   |

## Samenvatting
| Competitie        | Totaal gespeeld | Winst Colombia | Gelijk | Winst Joegoslavië | Doelsaldo Colombia – Joegoslavië |
| ----------------- | --------------- | -------------- | ------ | ----------------- | -------------------------------- |
| WK-eindronde      | 2               | 0              | 0      | 2                 | 0 − 6                            |
| Vriendschappelijk | 2               | 0              | 1      | 1                 | 0 − 1                            |
| Totaal            | 4               | 0              | 1      | 3                 | 0 − 7                            |

Wedstrijden bepaald door strafschoppen worden, in lijn met de FIFA, als een gelijkspel gerekend.

## Details

### Eerste ontmoeting
| WK 1962 (Arica, Chili, 7 juni 1962): |              | |
| Joegoslavië | 5 – 0        | Colombia |
| Milan Galić 21' Dražan Jerković 25' Milan Galić 62' Vojislav Melić 82' Dražan Jerković 88'                                                                                         | goals        | |
| Ljubomir Lovrić, Prvoslav Mihajlović en Hugo Ruševljanin | bondscoach   | Adolfo Pedernera |
| Milutin Šoškić Vladimir Durković Fahrudin Jusufi Petar Radaković Vladimir Marković Vladimir Popović Andrija Anković Dragoslav Šekularac Dražan Jerković Milan Galić Vojislav Melić | opstellingen | Efraín Sánchez Anibal Alzate Jaime Ortíz González Óscar López Vázquez Héctor Echeverry Rolando Serrano Marcos Coll German Aceros Marino Klinger Antonio Rada Héctor González |

### Tweede ontmoeting
| Vriendschappelijk (Bogota, Colombia, 30 januari 1977): |              | |
| Colombia | 0 – 1        | Joegoslavië |
| | goals        | 17' Dušan Bajević |
| Blagoje Vidinić | bondscoach   | Ivan Toplak |
| Luis Jerónimo López Oscar Bolaño Henry Caicedo Miguel Escobar ??' Alonso López Diego Umaña Willington Ortíz ??' Eduardo Retat Eduardo Vilarete Oswaldo Calero Jorge Cacéres                                                                           | opstellingen | Ivan Katalinić Zoran Jelikić Džemal Hadžiabdić Luka Peruzović Ljubiša Rajković Mustafa Hukić 30' Ilija Zavišić 60' Vladimir Petrović 46' Dušan Bajević 30' Franjo Vladić 46' Dževad Šećerbegović |
| José Zárate ??' Iván Castañeda ??' | wissels      | 30' Ešref Jašarević 30' Srećko Bogdan 46' Abid Kovačević 46' Zoran Filipović 60' Zlatko Kranjčar                                                                                                 |
| - Debuut van Ivan Katalinić (Hajduk Split), Mustafa Hukić (FK Sloboda), Ešref Jašarević (FK Sloboda), Zlatko Kranjčar (Dinamo Zagreb), Abid Kovačević (FK Borac), Srećko Bogdan (Dinamo Zagreb) en Dževad Šećerbegović (FK Sloboda) voor Joegoslavië. |              | |

### Derde ontmoeting
| WK 1990 (Bologna, Italië, 14 juni 1990): |              | |
| Colombia | 0 – 1        | Joegoslavië |
| | goals        | 76' Davor Jozić |
| Francisco Maturana | bondscoach   | Ivica Osim |
| René Higuita Luis Fernando Herrera Luis Carlos Perea Andrés Escobar Gildardo Gómez Leonel Álvarez Gabriel Gómez Carlos Valderrama Bernardo Redin 80' Arnoldo Iguarán Freddy Rincón 70' | opstellingen | Tomislav Ivković Predrag Spasić Refik Šabanadžović Faruk Hadžibegić Davor Jozić Dragoljub Brnović 46' Srečko Katanec Dragan Stojković Safet Sušić 53' Zlatko Vujović Vujadin Stanojković |
| Rubén Darío Hernández 70' Carlos Estrada 81' | wissels      | 46' Robert Jarni 53' Darko Pančev |
| | gele kaarten | 86' Dragan Stojković |
| - Doelman René Higuita (Colombia) stopt een strafschop van Faruk Hadžibegić in de 81ste minuut.                                                                                        |              | |

### Vierde ontmoeting
| Vriendschappelijk (Bogota, Colombia, 25 maart 1998): |              | |
| Colombia | 0 – 0        | Joegoslavië |
| | goals        | |
| Hernán Darío Gómez | bondscoach   | Slobodan Santrač |
| Óscar Córdoba José Fernando Santa Jorge Bermúdez Ever Palacios John Wilmar Pérez Mauricio Serna Jorge Bolaño Freddy Rincón Carlos Valderrama Alex Comas 22' Antony de Ávila 46' | opstellingen | Ivica Kralj Zoran Mirković Goran Đorović 46' Slaviša Jokanović Miroslav Đukić 83' Branislav Brnović 82' Miroslav Stević Siniša Mihajlović 65' Savo Milošević Predrag Mijatović Ljubinko Drulović |
| Faryd Mondragón 22' Faustino Asprilla 46' | wissels      | 46' Dejan Govedarica 65' Vladan Lukić 82' Anto Drobnjak 83' Slobodan Komljenović |
| | gele kaarten | 87' Slobodan Komljenović |
| Óscar Córdoba 22' | rode kaarten | 81' Goran Đorović |